# 洛塔
洛塔（古吉拉特文： loˑt̪ʰəl）是古印度文明最重要的城市之一。它座落於現今古吉拉特邦巴夫那加爾縣內，年代可追溯至西元前2400年。洛塔在1954年首度被發現，1955年2月13日至1960年5月19日由印度考古局（ASI）開鑿出土。
洛塔擁有全世界已知最早的船塢，將城市與薩巴爾馬提河古河道相連接，能通往信德省哈拉帕與索拉什特拉半島之間的貿易航線——當時今日的喀奇沙漠仍是阿拉伯海的一部分。它是古代極重要、蓬勃發展的商貿中心，其串珠、寶石及貴重首飾交易尤其頻繁，最遠可抵達西亞和非洲一角。洛塔曾率先發展出獨特的串珠製造和冶金技術，後為世人沿用超過4000年的時間。
洛塔位在阿默達巴德縣的多拉克鄉內，鄰近薩拉瓦拉村（Saragwala）。它的西北方六公里處即為洛塔-波卡火車站，屬於亞美達巴德-巴夫那加爾鐵道路線的一環。洛塔亦可透過全天候公路，駛往阿默達巴德、拉傑果德、巴夫那加爾和多拉克等城市，其中後二者是距離最近的城市。遺址的開鑿於1961年復工；考古學家在土墩的北、東、西三側山緣發現古代開挖的溝渠，找到了連接船塢和河流的水灣航道。遺址由一座土墩、一個鄉鎮、一個市場及一個船塢所構成。印度政府隨後在遺址旁建了一座考古博物館，陳列許多印度境內最著名的哈拉帕時期文物。

## 考古學

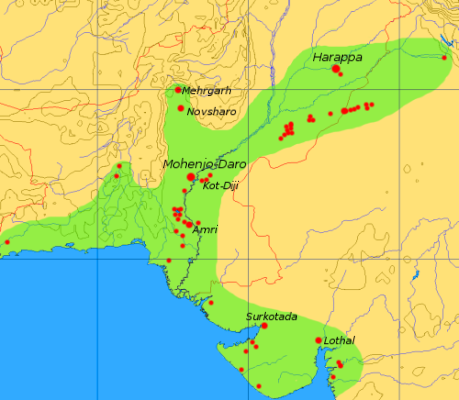
印度河流域文明的範圍和主要城市

洛塔在古吉拉特文中意為「死者之丘」，和另一個重要城市摩亨佐-達羅在信德語的意思相同。住在洛塔附近的鄉村居民，自很久以前便知道此地存在著一座古城以及人類遺骸。1850年，船隻始可航行直至土墩。1942年，木材自海港城市布羅奇進口，經由土墩運往薩拉瓦拉村。
22°31′17″N 72°14′58″E / 22.52139°N 72.24944°E